# Ornithogalum perdurans
Ornithogalum perdurans là một loài thực vật có hoa trong họ Măng tây. Loài này được A.P.Dold & S.A.Hammer mô tả khoa học đầu tiên năm 2003.